# Homaluroides melleus
Homaluroides melleus är en tvåvingeart som först beskrevs av Friedrich Hermann Loew 1872.  Homaluroides melleus ingår i släktet Homaluroides och familjen fritflugor. Inga underarter finns listade i Catalogue of Life.